# Schortens
Schortens település Németországban, azon belül Alsó-Szászország tartományban. Lakosainak száma 20 932 fő (2023. december 31.). Schortens Sande, Jever és Wangerland községekkel határos.

## Népesség
A település népességének változása:
| Lakosok száma | 20 416 | 20 451 | 20 329 | 20 590 | 20 797 | 20 932 |
|               | 2016   | 2017   | 2019   | 2021   | 2022   | 2023   |